# GO CRY GO
『GO CRY GO』（ゴー・クライ・ゴー）は、OxTの7作目のシングル。2018年1月24日にKADOKAWAより発売された。

## 概要
前作『Number One』から1週間ぶりにリリースされた。
表題曲は、テレビアニメ『オーバーロードII』のオープニングテーマとして書き下ろされた。

## 収録曲
| 全作詞: hotaru、全編曲: Tom-H@ck。 | |           |          |      |
| #                                  | タイトル | 作詞      | 作曲     | 時間 |
| 1.                                 | 「GO CRY GO」(テレビアニメ『オーバーロードII』オープニングテーマ / ニコニコ生放送『オーイシ×加藤のニコ生☆音楽王』2018年2月度エンディングテーマ) | hotaru    | 大石昌良 | 3:41 |
| 2.                                 | 「THE SAILER」 | hotaru    | Tom-H@ck | 4:20 |
| 3.                                 | 「GO CRY GO」(Instrumental) | hotaru    |          | 3:40 |
| 4.                                 | 「THE SAILER」(Instrumental) | hotaru    |          | 4:18 |
| 合計時間:                          | 合計時間: | 合計時間: | 15:59    |      |